# Thomas et Ann Borrow
Pour les articles homonymes, voir Borrow.

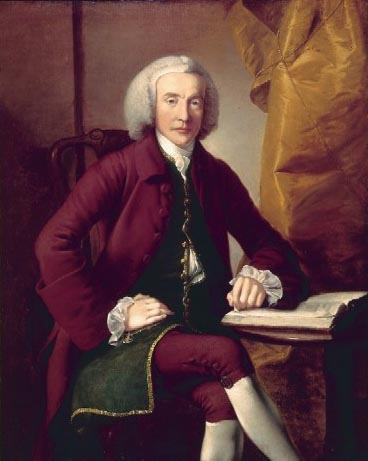
Thomas Borrow, 1762-3

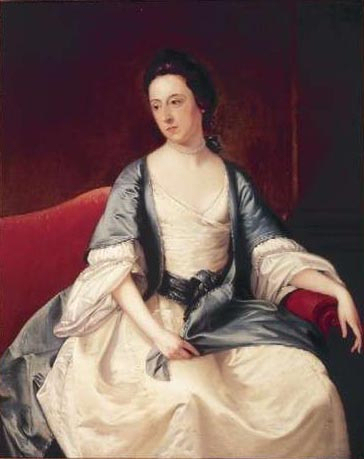
Ann Borrow, 1762-3

Thomas Borrow et Ann Borrow sont deux tableaux peints par Joseph Wright of Derby.

## Description
Thomas Borrow est le fils ainé d'Isaac et Honor Borrow. Il est né le 3 juin 1709. Son père, qui habitait Castlefield, une très grande maison de campagne, a été deux fois maire de Derby, d'abord en 1730, puis en 1742. Il existe encore un tableau représentant Isaac Borrow et la maison de famille apparaît dans une peinture de 1725, appelée A Prospect of Derby.
Thomas Borrow entre au Gray's Inn en 1727. Un an après la venue du prince Charles Édouard Stuart, il est nommé au poste de Town Clerk, en 1746.
En 1757, il épouse Anne Ault de Loughborough et acquiert alors 4 000 £, des terres, une propriété à Litchurch ainsi que la paroisse de St Peters. Cette paroisse se trouve actuellement au centre de Derby. 
Joseph Wright of Derby a peint Thomas Borrow et sa femme, Ann (ou Anne). Ces deux tableaux font partie de la collection du Derby Museum and Art Gallery, ainsi que la peinture de leur maison intitulée Castlefields, dont l'auteur est inconnu. Les deux tableaux datent de 1762-3 et mesurent environ 1 m sur 1,30 m.
Thomas Borrow est mort le 6 août 1786. Il a eu un fils, nommé Thomas, qui a changé son nom de famille en Borough.